# Вдовиченко Сергій Михайлович
 Вдовиче́нко Сергі́й Миха́йлович  (нар. 1939, с. Оленівка Могилів-Подільського району Вінницької області — пом. 2022, Вінниця) — український поет, педагог, науковець. Член Національної спілки письменників України (2003).

## Біографія
Народився 19 вересня 1939 р. у с. Оленівка (Могилів-Подільський район) Могилів-Подільського району Вінницької області. Середню освіту здобув у школі с. Вила-Ярузькі сусіднього Чернівецького району. Випускник агрономічного факультету Української сільськогосподарської академії (1961) та природничого факультету Кременецького педагогічного інституту (нині — гуманітарно-педагогічна академія). Відтоді працював у Казахстані, на Вінниччині, Хмельниччині, Кубані агрономом, учителем, асистентом вузу, старшим науковим співробітником науково-дослідного інституту, навчався в аспірантурі, захистив кандидатську дисертацію на здобуття вченого ступеня кандидата біологічних наук (1971). Наукові інтереси — ентомологія, зоологія. Автор кількох десятків наукових статей, трьох навчальних посібників, співавтор двох монографій.

У 1976—2004 рр. працював у Вінницькому державному педагогічному інституті (тепер — університеті) на посадах доцента, завідувача кафедри, декана факультету. За сумлінну працю удостоєний звання «Заслужений працівник університету», відмінник освіти України. Від 2004 р. — професор Вінницького національного технічного університету.

Помер у Вінниці 2 жовтня 2022 р. За його заповітом тіло було кремовано.

## Творчість
Писати почав у юначі роки, в світі друкованого слова заявив про себе в зрілому віці. Друкувався в міських та обласних періодичних виданнях, альманахах.
|                          | Поезія Сергія Вдовиченка – густа злободенними роздумами, наболілими спостереженнями й почуваннями... Вражає несподіваним ракурсом, сміливою інвективою, дискусійною гостротою. |
| — Анатолій Бортняк, 2001 | |

|                                       | Для поезії Сергія Вдовиченка характерна тематична різноманітність: рідні стежки, дитинство, інтимна лірика, а поряд з тим – найнагальніші проблеми сьогодення, при осмисленні яких автор схильний до дискусійної гостроти, інвективи. Найкращі твори поета витримані в традиціях української класичної поезії, їм властиве глибоке проникнення в суть минулих та сьогоденних явищ, погляд у майбуття. Щирістю, безпосередністю, любов’ю до маленького читача відзначається поезія для дітей та про дітей. |
| — Антологія «Квіт подільського слова» | |

Автор кількох поетичних збірок:

- Соняхи : поезії. — Вінниця, 1999.
- За сонцелітами пора для осені : поезії. — Вінниця: Універсум, 2000. — 170 c. — ISBN 966-7199-89-4.
- Земля не родить без любові : поезії. — Вінниця: Тезис, 2000. — 140 с. — ISBN 966-7699-29-3.
- Надвечір'я : поезії. — Вінниця: Континент-ПРИМ, 2002.
- Іронічні мініатюри : поезії. — Вінниця: Континент-ПРИМ, 2005. — 112 с. — ISBN 966-516-220-9.
- З батькової криниці : поезія. — Вінниця: Едельвейс і К, 2007. — 176 с. : фото. — ISBN 978-966-2150-04-9.
- Казав пан — кожух дам . — Вінниця: Нілан-ЛТД, 2013. — 156 с. — ISBN 978-966-2770-77-3.
- На стежці до обіцяного раю . — Вінниця: Нілан-ЛТД, 2013. — 120 с. : портр. — ISBN 978-966-2770-14-8.

Член Національної спілки письменників України від 2003 р.

## Звання, літературні премії
- Нагрудний знак «Відмінник освіти України»;
- Лауреат літературної премії імені М. Стельмаха журналу «Вінницький край» (2011).